# Maitengwe
Maitengwe es una localidad situada en el distrito Central, Botsuana. Se encuentra al noreste de los salares de Makgadikgadi, junto a la frontera con Zimbabue. Tiene una población de 5.890 habitantes, según el censo de 2011.